# Wang Zheng (martellista)
Wang Zheng (王峥S, Wáng ZhēngP; Xi’an, 14 dicembre 1987) è una martellista cinese, vincitrice di una medaglia d'argento ai Mondiali di Londra 2017 e ai Giochi olimpici di Tokyo 2020.

## Biografia
Prende parte ai mondiali di Mosca 2013, classificandosi quarta con un migliore stagionale da 74,90 m, dietro alle medagliate Tat'jana Lysenko (78,80 m), Anita Włodarczyk (78,46 m) e Zhang Wenxiu (75,58 m). 
Raggiunge la finale ai mondiali casalinghi di Pechino 2015, piazzandosi quinta con la misura di 73,83 m, a circa venti centimetri dalla zona podio.
L'agosto del 2016 partecipa alle Olimpiadi di Rio de Janeiro 2016, la sua seconda rassegna a cinque cerchi. Passate le qualificazioni con la misura di 70,60 m, in finale non fa registrare neanche una misura valida ed è pertanto eliminata dalla competizione.
Ai Mondiali di Londra 2017, dopo aver rischiato l'eliminazione in qualificazione con la misura di 71,39 m, vince la medaglia d'argento grazie a un lancio di 75,98 m, dietro alla campionessa in carica Anita Włodarczyk (77,90 m).

## Progressione

### Lancio del martello
| Stagione | Misura  | Luogo     | Data       | Rank. Mond. |
| -------- | ------- | --------- | ---------- | ----------- |
| 2017     | 76,25 m | Ostrava   | 27-6-2017  |             |
| 2016     | 74,50 m | Chengdu   | 10-4-2016  |             |
| 2015     | 74,92 m | Chengdu   | 1-4-2015   |             |
| 2014     | 77,68 m | Chengdu   | 29-3-2014  |             |
| 2013     | 74,90 m | Mosca     | 16-8-2013  |             |
| 2012     | 69,14 m | Chengdu   | 12-3-2012  |             |
| 2011     | 68,75 m | Hefei     | 8-9-2011   |             |
| 2010     | 71,19 m | Chongqing | 26-6-2010  |             |
| 2009     | 67,06 m | Hong Kong | 12-12-2009 |             |
| 2008     | 70,07 m | Hangzhou  | 11-4-2008  |             |
| 2007     | 64,04 m | Wuhan     | 29-10-2007 |             |
| 2006     | 61,43 m | Zhengzhou | 27-5-2006  |             |
| 2004     | 54,57 m | Guilin    | 23-4-2004  |             |

## Palmarès
| Anno | Manifestazione             | Sede           | Evento              | Risultato | Prestazione | Note                                     |
| ---- | -------------------------- | -------------- | ------------------- | --------- | ----------- | ---------------------------------------- |
| 2006 | Asiatici U20               | Macao          | Lancio del martello | Oro       | 60,16 m     |                                          |
| 2006 | Mondiali U20               | Pechino        | Lancio del martello | 9ª        | 59,12 m     |                                          |
| 2008 | Giochi olimpici            | Pechino        | Lancio del martello | 32ª (q)   | 65,64 m     |                                          |
| 2009 | Giochi dell'Asia orientale | Hong Kong      | Lancio del martello | Oro       | 67,06 m     | Miglior prestazione personale stagionale |
| 2010 | Giochi asiatici            | Canton         | Lancio del martello | Argento   | 68,17 m     |                                          |
| 2013 | Campionati asiatici        | Pune           | Lancio del martello | Oro       | 72,78 m     | Record dei campionati                    |
| 2013 | Mondiali                   | Mosca          | Lancio del martello | Bronzo    | 74,90 m     | Miglior prestazione personale stagionale |
| 2014 | Giochi asiatici            | Incheon        | Lancio del martello | Argento   | 74,16 m     |                                          |
| 2015 | Mondiali                   | Pechino        | Lancio del martello | 5ª        | 73,83 m     |                                          |
| 2016 | Giochi olimpici            | Rio de Janeiro | Lancio del martello | Finale    | nm          |                                          |
| 2017 | Mondiali                   | Londra         | Lancio del martello | Argento   | 75,98 m     |                                          |
| 2018 | Giochi asiatici            | Giacarta       | Lancio del martello | Argento   | 70,86 m     |                                          |
| 2019 | Campionati asiatici        | Doha           | Lancio del martello | Oro       | 75,66 m     | Record dei campionati                    |
| 2019 | Mondiali                   | Doha           | Lancio del martello | Bronzo    | 74,76 m     |                                          |
| 2021 | Giochi olimpici            | Tokyo          | Lancio del martello | Argento   | 77,03 m     | Miglior prestazione personale stagionale |
| 2023 | Mondiali                   | Budapest       | Lancio del martello | 8ª        | 72,14 m     |                                          |
| 2023 | Giochi asiatici            | Hangzhou       | Lancio del martello | Oro       | 71,53 m     |                                          |
| 2024 | Giochi olimpici            | Parigi         | Lancio del martello | 28ª (q)   | 66,92 m     |                                          |